# Aparri, Cagayan
Aparri đô thị loại 1 ở tỉnh Cagayan, Luzon, Philippines. Dân số năm 2007 xấp xỉ 61,024 người.

## Các khu phố (barangay)
Aparri được chia thành 42 khu phố (barangay).
| - Backiling - Bangag - Binalan - Bisagu - Bukig - Bulala Norte - Bulala Sur - Caagaman - Centro 1 (Pob.) - Centro 2 (Pob.) - Centro 3 (Pob.) - Centro 4 (Pob.) - Centro 5 (Pob.) - Centro 6 (Pob.) | - Centro 7 (Pob.) - Centro 8 (Pob.) - Centro 9 (Pob.) - Centro 10 (Pob.) - Centro 11 (Pob.) - Centro 12 (Pob.) - Centro 13 (Pob.) - Centro 14 (Pob.) - Centro 15 (Pob.) - Dodan - Fuga Island - Gaddang - Linao - Mabanguc | - Macanaya (Pescaria) - Maura - Minanga - Navagan - Paddaya - Paruddun Norte - Paruddun Sur - Plaza - Punta - San Antonio - Sanja - Tallungan - Toran - Zinarag |